# Вольфенбюттель (район)
Вольфенбюттель (нім. Wolfenbüttel) — район у Німеччині, у складі федеральної землі Нижня Саксонія. Адміністративний центр — місто Вольфенбюттель.

## Населення
Населення району становить 119 224 осіб (станом на 31 грудня 2021).

## Адміністративний поділ
Район складається з 29 міст і громад (нім. Einheitsgemeinden), об'єднаних в 4 об'єднань громад (нім. Samtgemeinden).
Дані про населення наведені станом на 31 грудня 2021. Зірочками (*) позначені центри об'єднань громад.
Самостійні громади:
1. Вольфенбюттель (місто) (51986)
2. Кремлінген (12959)
3. Шладен-Верла (8715)

| Об'єднання громад: - 1. Баддекенштедт (10420) 1. Баддекенштедт * (3138) 2. Бургдорф (2205) 3. Гаферла (1572) 4. Гере (1076) 5. Ельбе (1529) 6. Зельде (900) - 2. Ельм-Ассе (18601) 1. Віннігштедт (703) 2. Віттмар (1089) 3. Далум (619) 4. Денкте (2812) 5. Гедепер (468) 6. Кіссенбрюк (1675) 7. Кнайтлінген (775) 8. Ремлінген-Земменштедт (2385) 9. Роклум (436) 10. Фальберг (705) 11. Шеппенштедт (місто) * (5577) 12. Юрде (867) | - 3. Одервальд (6688) 1. Берсум * (2835) 2. Гайнінген (643) 3. Дорштадт (685) 4. Крамме (824) 5. Орум (608) 6. Флете (1093) - 4. Зікте (10345) 1. Деттум (1181) 2. Еркероде (864) 3. Ефессен (1256) 4. Зікте * (6039) 5. Фельтгайм (1005) |